# Slevik
Slevik is een plaats in de Noorse gemeente Fredrikstad, fylke Østfold. Slevik telt 1028 inwoners (2007) en heeft een oppervlakte van 0,94 km².